# UY Scuti
UY Scuti (UY Sct) je červený hyperobr a pulzující proměnná hvězda v souhvězdí Štítu, přibližně 9500 světelných let (2900 parseků) od Země. Jedná se o jednu z největších a nejsvítivějších známých hvězd. Pokud by se nacházela ve Sluneční soustavě, její fotosféra by zasahovala téměř k oběžné dráze Saturnu.
Je klasifikována jako polopravidelná proměnná hvězda s průměrnou pulzační periodou 740 dní. Její svítivost činí 340 tisíc L☉. 

## Pojmenování a historie
UY Scuti byla poprvé katalogizována v roce 1860 německými astronomy na observatoři v Bonnu, kteří dokončovali průzkum hvězd pro katalog hvězdného katalogu Bonner Durchmusterung. Byla označena jako BD-12 5055, tedy 5 055. hvězda mezi 12. a 13. stupněm jižní oblohy počítáno od jarního bodu (0 hodin).
Při druhém průzkumu hvězdy bylo zjištěno, že hvězda mírně změnila jas, což naznačovalo, že se jedná o novou proměnnou hvězdu. V souladu s mezinárodním standardem pro označování proměnných hvězd dostala hvězda pojmenování UY Scuti, označující ji jako 38. proměnnou hvězdu v souhvězdí Štítu.
UY Scuti se nachází několik stupňů severně od hvězdy typu A Gama Scuti a severovýchodně od Orlí mlhoviny. Ačkoli je hvězda velmi jasná, má ve své největší jasnosti velikost pouhé 9. magnitudy při pohledu ze Země, a to kvůli své vzdálenosti a poloze v opojímeném pásmu v tmavé trhlině v souhvězdí Labutě.

## Charakteristika
UY Scuti je prachem obklopený červený hyperobr a je klasifikován jako polopravidelná proměnná hvězda s přibližnou pulsační periodou dobou 740 dní.
V létě roku 2012 měřili Arroyo-Torres a jeho kolegové pomocí interferometrie AMBER z velmi velkého dalekohledu (VLT) v poušti Atacama v Chile parametry tří červených hyperobrů v blízkosti centra Galaxie: UY Scuti, AH Scorpii a KW Sagittarii. Zjistili, že všechny tři hvězdy jsou více než 1 000krát větší než Slunce a více než 100 000krát jasnější než Slunce. Velikost hvězd byla vypočtena pomocí Rosselandova poloměru. Bylo zjištěno, že UY Scuti je největší a nejzářivější ze všech tří měřených hvězd, při 1 708±192 R☉ (1,188×109±134 000 000 km; 7,94±0,89 AU) na základě úhlového průměru 5,48±0,10 mas a předpokládané vzdálenosti 2,9±0,317 kiloparseků (kpc) (asi 9 500±1 030 světelných let), která byla původně odvozena v roce 1970 na základě modelování spektra UY Sct. Svítivost je pak vypočtena na 340 000 L☉ při efektivní teplotě 3 365±134 K, čímž se získá počáteční hmotnost 25 M☉ (možná až 40 M☉ pro nerotující hvězdu).
Přímá měření paralaxy UY Sct pomocí Gaia Data Release 2 v roce 2018 dala paralaxu 0,6433± 0,1059 mas, což vedlo k mnohem menší vzdálenosti přibližně 1,55 kpc (5 100 světelných let), a v důsledku toho mnohem nižším [jakým?] hodnotám jasnosti a poloměru.
Hypotetickému předmětu cestujícímu rychlostí světla by oblet UY Scuti trval kolem sedmi hodin, zatímco Slunce by obletěl za 14,5 sekundy.
Hmotnost UY Scuti je nejistá, především proto, že nemá žádného viditelného souputníka, podle nějž lze hmotnost hvězdy měřit pomocí gravitačního rušení. Očekává se však, že bude mezi 7 a 10 M☉. Hmota se ztrácí rychlostí 5,8×10−5 M☉ za rok, což vede k rozsáhlému a složitému okolnímu prostředí s plynem a prachem.

## Supernova
Na základě současných modelů hvězdného vývoje začala v UY Scuti fúze hélia a probíhá zde fúze vodíku ve skořápce kolem jádra hvězdy. Umístění UY Scuti hluboko v disku Mléčné dráhy naznačuje, že se jedná o hvězdu bohatou na kov.
Po skončení fúze těžkých prvků začne její jádro produkovat železo, naruší se rovnováha gravitace a záření v jejím jádru a výsledkem bude zhroucení jádra hvězdy a výbuch supernovy. Očekává se, že hvězdy jako UY Scuti by měly dosáhnout znovu vyšších teplot a stát se žlutým hyperobrem, zářivě modrou proměnnou hvězdou nebo Wolfovou–Rayetovou hvězdou a vytvoří silný hvězdný vítr, který odfoukne vnější vrstvy a odhalí jádro hvězdy, než exploduje jako supernova typu IIb, IIn nebo Ib/Ic.

## Galerie

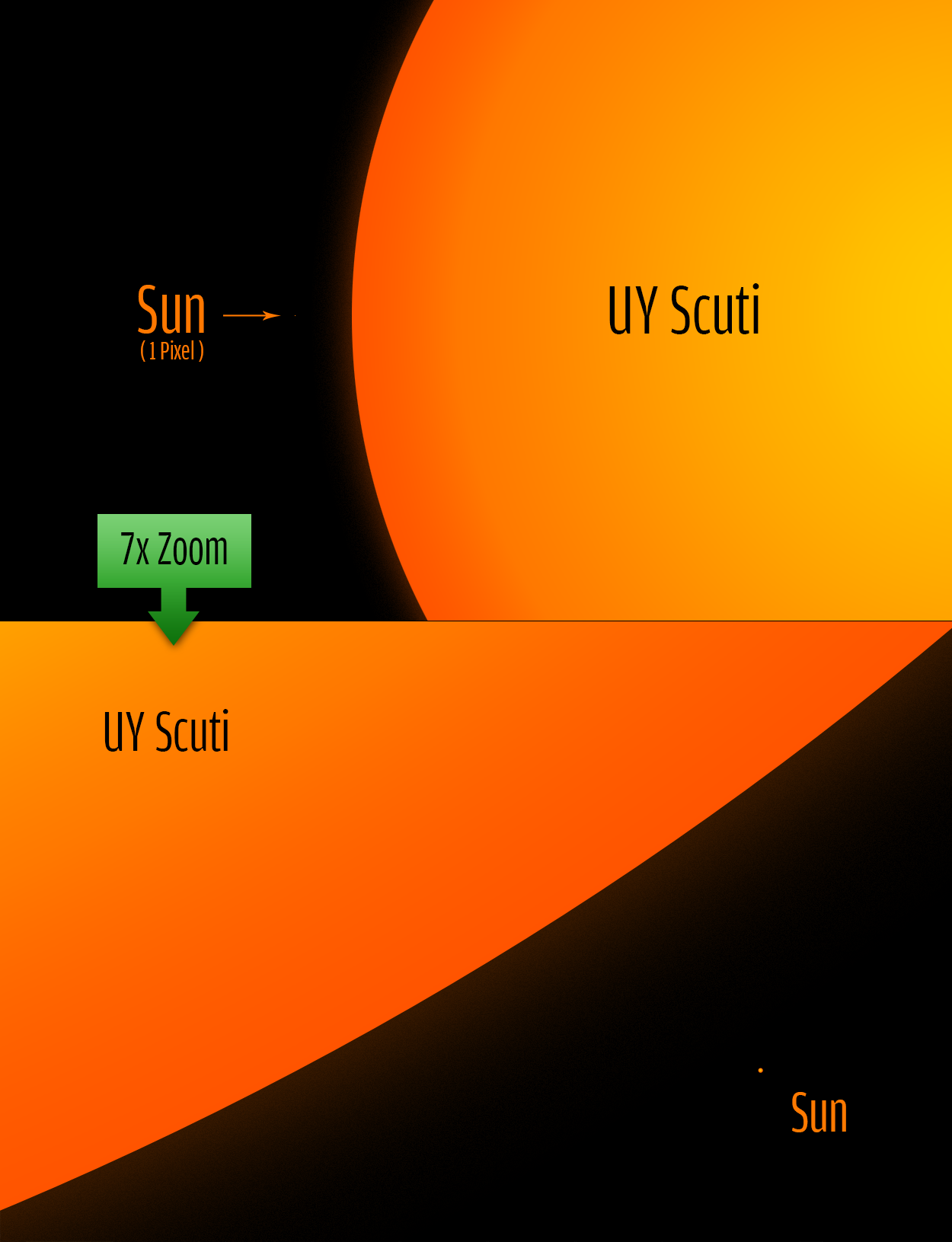
Srovnání velikostí Slunce a UY Scuti
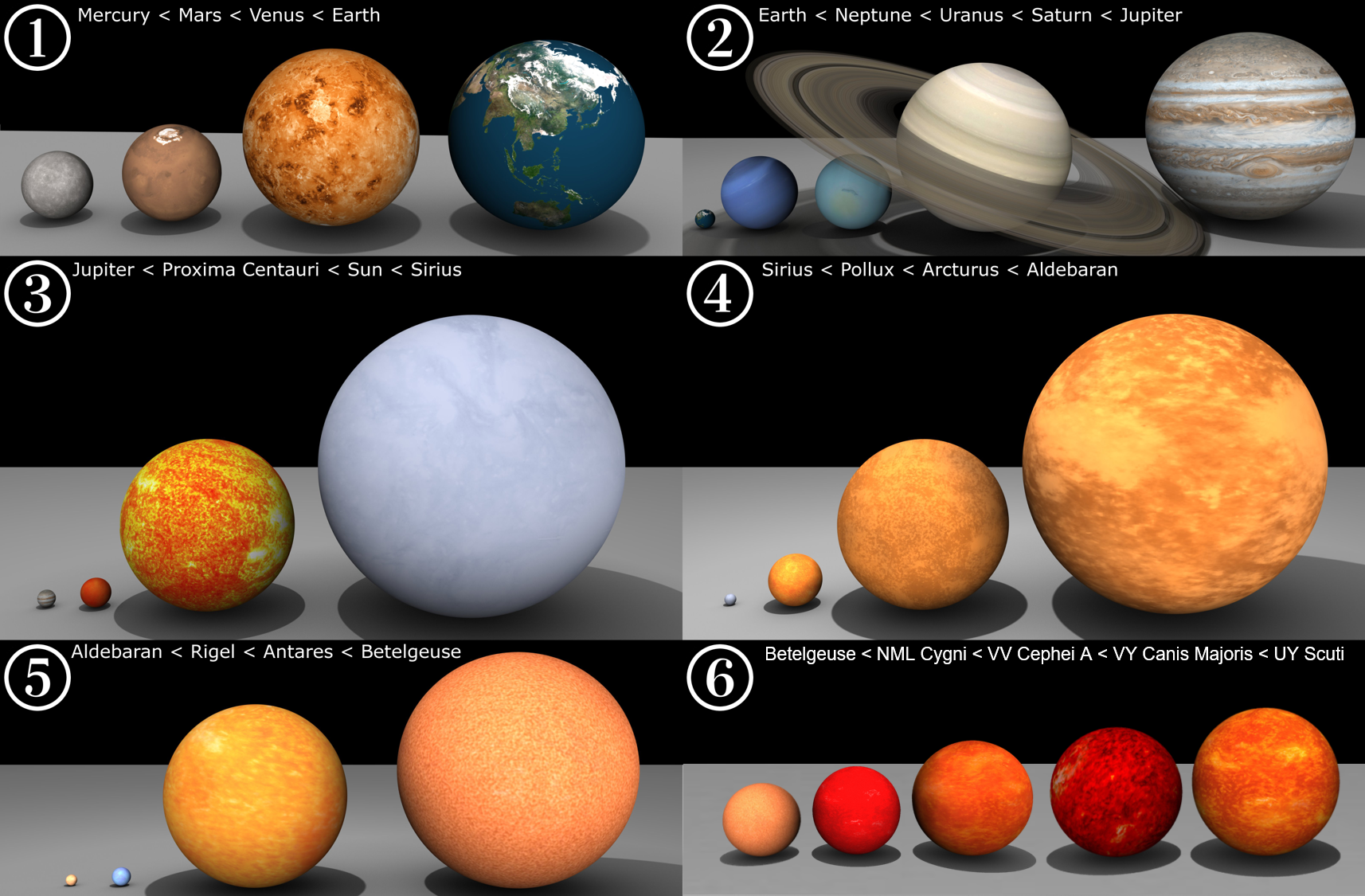
Srovnání velikosti planet a hvězd od Merkuru po UY Scuti